# Petersmark
Petersmark ist ein Ortsteil der Gemeinde Goldbeck im Landkreis Stendal in Sachsen-Anhalt.

## Geographie

### Lage
Petersmark, ein Straßendorf mit Kirche, liegt 4 Kilometer nordwestlich von Goldbeck und 7 Kilometer südöstlich von Osterburg (Altmark) in der Altmark.
Nachbarorte sind Erxleben und Düsedau im Nordwesten, Möllendorf im Osten, Goldbeck im Südosten, Klein Schwechten und Häsewig im Süden, sowie Ziegenhagen im Westen.

### Ortsteilgliederung
Zum Ortsteil Petersmark gehört neben dem Dorf Petersmark der Wohnplatz Tympen.

## Geschichte

### Mittelalter bis Neuzeit
Petersmark wurde im Jahre 1344 erstmals erwähnt als in deme dorpe tv peterstlmarke, als der Knappe Hans von Vinzelberg bekundete, welche Einnahmen er in einigen Dörfern dem Ritter Ebelen von Buzst abgekauft hatte. Im Landbuch der Mark Brandenburg von 1375 wird als Petersmark Wüstung aufgeführt. Weitere Nennungen sind 1540 Petersmark und 1687 Petersmarck.
Am 1. April 1938 wurde der Wohnplatz Tympen von Erxleben zu Petersmark umgegliedert, wie aus einer Gemeindebezirksveränderung einer Parzelle hervorgeht.

### Herkunft des Ortsnamens
Der Name Petersmark ist deutschen Ursprungs und geht zurück auf den Eigennamen petro und auf Mark für Grenze oder Gebiet.

### Eingemeindungen
Bis 1807 gehörte das Dorf zum Stendalschen Kreis der Mark Brandenburg in der Altmark. Danach lag es bis 1813 im Kanton Schinne auf dem Territorium des napoleonischen Königreichs Westphalen. Ab 1816 gehörte die Gemeinde zum Kreis Osterburg, dem späteren Landkreis Osterburg.
Die Gemeinde Petersmark wurde am 20. Juli 1950 in die Gemeinde Goldbeck eingemeindet.

### Einwohnerentwicklung
| Jahr | Einwohner |
| ---- | --------- |
| 1734 | 073       |
| 1772 | 073       |
| 1790 | 062       |
| 1798 | 066       |
| 1801 | 075       |
| 1818 | 066       |
| 1840 | 065       |
| 1864 | 117       |

| Jahr | Einwohner |
| ---- | --------- |
| 1871 | 100       |
| 1885 | 130       |
| 1892 | [00]123   |
| 1895 | 122       |
| 1900 | [00]118   |
| 1905 | 109       |
| 1910 | [00]133   |
| 1925 | 156       |

| Jahr | Einwohner |
| ---- | --------- |
| 1939 | 140       |
| 1946 | 280       |
| 2014 | [00]67    |
| 2015 | [00]67    |
| 2017 | [00]65    |
| 2018 | [00]66    |
| 2020 | [00]61    |
| 2021 | [00]63    |

| Jahr | Einwohner |
| ---- | --------- |
| 2022 | [0]63     |
| 2023 | [0]60     |

Quelle, wenn nicht angegeben, bis 1946:

## Religion
Die evangelische Kirchengemeinde Petersmark gehörte früher zur Pfarrei Klein Schwechten. Seit 2007 gehört sie zum Kirchspiel Klein Schwechten. Sie wird heute betreut vom Pfarrbereich Klein Schwechten des Kirchenkreises Stendal im Bischofssprengel Magdeburg der Evangelischen Kirche in Mitteldeutschland.
Die ältesten überlieferten Kirchenbücher für Petersmark stammen aus dem Jahre 1815. Ältere Einträge finden sich ab 1650 bei Klein Schwechten. Die zwischen 1650 und 1938 in Kirchenbüchern aufgeführten Personen sind in einem Ortsfamilienbuch zusammengestellt.

## Kultur und Sehenswürdigkeiten
- Die heutige evangelische Dorfkirche St. Petrus in Petersmark ist ein unverputzter Backsteinbau im neoromanischen Stil, der am 18. Dezember 1887 eingeweiht wurde. Die Kirche ist eine Nebenkirche der Kirche in Klein Schwechten.[8]
- Der Ortsfriedhof befindet sich auf dem Kirchhof.
- In Petersmark steht ein Denkmal für die Gefallenen des Ersten und Zweiten Weltkrieges aus aufgetürmten Feldsteinen und Findlingen.[19]